# Bintang Meriah (Batang Kuis)
Bintang Meriah is een bestuurslaag in het regentschap Deli Serdang van de provincie Noord-Sumatra, Indonesië. Bintang Meriah telt 5294 inwoners (volkstelling 2010).